# معتضد (اسم)
معتضد هو اسم علم مذكر من أصل عربي، ومعناه هو من الفعل اعتضد احتضناستعان؛ من العضدفهوالمقوي المتعاون المستند المحتضنوالمعتضد ب الله لقب الخليفة أحمد بن الموفق.

## وصلات خارجية
- موسوعة السلطان قابوس لأسماء العرب